# Элкхорн (Монтана)
Элкхорн (Elkhorn, переводится как Лосиный рог) — небольшой заброшенный город в округе Джефферсон, в юго-западной части американского штата Монтана. Население 10 жителей (2010).
Залежи серебра были открыты в горах Элкхорн швейцарским иммигрантом по имени Петер Вис в 1872 году. Спустя шесть лет была начата разработка. Было добыто серебра более чем на 14 миллионов долларов.
В период расцвета в Элкхорне насчитывалось 2500 жителей, школа, отель, церковь, магазины, салуны и бордели. В противоположность большинству шахтёрских городков, Элкхорн был населён в основном женатыми европейскими иммигрантами. В 1893 году было построено здание «Зал Братства» для общественных собраний, оно сохранилось до сих пор и является одним из наиболее хорошо сохранившихся зданий в современном Элкхорне. В 1889 г. город получил железнодорожное сообщение (дорога Northern Pacific).
В последующие годы серебряная лихорадка сошла на нет, как и процветание Элкхорна. Также город поразила эпидемия дифтерии, повлёкшая много смертей, в частности детей.
В 1931 году железнодорожное сообщение с Элкхорном было прекращено и в городе осталась только небольшая часть населения.
В наше время в городе проживает несколько семей, как в современных домах, так и в отремонтированных зданиях конца XIX века.